# Международная классификация болезней
Междунаро́дная статисти́ческая классифика́ция боле́зней и пробле́м, свя́занных со здоро́вьем (англ. International Statistical Classification of Diseases and Related Health Problems) — документ, используемый как ведущая статистическая и классификационная основа в здравоохранении. Раз в десять лет пересматривается под руководством Всемирной организации здравоохранения (ВОЗ). Международная классификация болезней (МКБ) является нормативным документом, обеспечивающим единство методических подходов и международную сопоставимость материалов.
В настоящее время действует Международная классификация болезней Одиннадцатого пересмотра (МКБ-11, англ. ICD-11).
В России органы и учреждения здравоохранения осуществили переход статистического учёта на МКБ-10 в 1999 году.

## Цель, задачи и область применения МКБ
Целью МКБ является создание условий для систематизированной регистрации, анализа, интерпретации и сравнения данных о смертности и заболеваемости, полученных в разных странах или регионах и в разное время. МКБ используется для преобразования словесной формулировки диагнозов болезней и других проблем, связанных со здоровьем, в буквенно-цифровые коды, которые обеспечивают удобство хранения, извлечения и анализа данных.
МКБ стала международной стандартной диагностической классификацией для всех общих эпидемиологических целей и многих целей, связанных с управлением здравоохранением. Они включают анализ общей ситуации со здоровьем групп населения, а также подсчёт частоты и распространённости болезней и других проблем, связанных со здоровьем, в их взаимосвязи с различными факторами.

### Авторское право
На публикации Всемирной организации здравоохранения распространяются положения Протокола № 2 Всемирной конвенции об авторском праве. Заявление о разрешении на перепечатку или перевод публикаций ВОЗ частично или полностью следует направлять в отдел публикаций Всемирной организации здравоохранения (Женева, Швейцария).

### Пересмотры МКБ
Периодические пересмотры МКБ, начиная с Шестого пересмотра в 1948 году, координировались Всемирной организацией здравоохранения. По мере расширения применения классификации у её пользователей появилось естественное желание участвовать в процессе её пересмотра. Десятый пересмотр — результат огромной международной деятельности, сотрудничества и компромиссов.

## История создания и развития МКБ
Впервые предпринял попытку расположить болезни систематически Франсуа Босье де Лакруа (Francois Bossier de Lacroix; 1706—1767), более известный под именем Соваж (фр. Sauvages). Работа Соважа вышла под названием «Методика нозологии» (Nosologia Methodica).
Столетием раньше Джон Граунт (англ. John Graunt) пытался определить долю живорождённых детей, умерших в возрасте до 6 лет, не располагая сведениями о возрасте детей в момент смерти. Он отобрал все случаи смерти, определённые как смерть от молочницы, судорог, рахита, болезней зубов и глистных инвазий, от недоношенности, смерть в первый месяц жизни, смерть грудных детей, смерть от увеличения печени, от удушья во сне и прибавил к ним половину случаев смерти, причиной которых были оспа, «свиная оспа», корь и глистные инвазии, не сопровождавшиеся судорогами. Несмотря на несовершенство методики, Граунт получил достаточно объективный результат: по его подсчетам, доля детей, умерших в возрасте до 6 лет, составляла 36 %.
В XIX веке статистик Управления записи актов гражданского состояния Англии и Уэльса Уильям Фарр (англ. William Farr; 1807—1883) подверг обсуждению принципы, которыми следует руководствоваться при составлении статистической классификации болезней, и настаивал на принятии единой классификации.
Первый Международный статистический конгресс, состоявшийся в Брюсселе в 1853 году, обратился к д-ру Фарру и д-ру Марку д’Эспин (Marc d’Espine) из Женевы с просьбой подготовить единую классификацию причин смерти, применимую на международном уровне. На втором Конгрессе, проходившем в Париже в 1855 году, Фарр и д’Эспин представили два отдельных списка, основанных на совершенно разных принципах. Классификация Фарра состояла из пяти групп: эпидемические болезни, органические (системные) болезни, болезни, подразделявшиеся по анатомической локализации, болезни развития и болезни, являющиеся прямым следствием насилия. Д’Эспин сгруппировал болезни по характеру их проявления (подагрические, герпетические, гематические и т. д.). Конгресс принял компромиссный список, состоявший из 139 рубрик. В 1864 году эта классификация была пересмотрена в Париже на основе модели, предложенной У. Фарром. Следующие пересмотры состоялись в 1874, 1880 и 1886 годах.
В 1891 году Международный статистический институт поручил комитету под председательством Жака Бертильона (фр. Jacques Bertillon, 1851—1922), начальника Статистической службы Парижа, подготовку классификации причин смерти.
Бертильон представил отчёт этого комитета Международному статистическому институту, который и принял отчёт на сессии, состоявшейся в 1893 году в Чикаго.
Классификация, подготовленная Бертильоном, основывалась на классификации причин смерти, которая использовалась в Париже и которая после её пересмотра в 1885 году представляла собой синтез английского, немецкого и швейцарского вариантов. Эта классификация была основана на принципе, принятом Фарром и заключавшимся в подразделении болезней на системные и относящиеся к определённому органу или анатомической локализации.
Классификация причин смерти Бертильона, получила общее признание и была предпринята для использования несколькими странами и многими городами. В Северной Америке эта классификация впервые была использована Хесусом Э. Монхарасом (Jesus Е. Monjaras) для подготовки статистических данных в Сан-Луис-Потоси, Мексика. В 1898 году Американская ассоциация общественного здравоохранения на своей конференции в Оттаве (Канада) рекомендовала статистикам Канады, Мексики и США принять классификацию Бертильона. Ассоциация также внесла предложение пересматривать классификацию каждые 10 лет.
«Одиннадцатый пересмотр Международной статистической классификации болезней и проблем, связанных со здоровьем» является последним в серии пересмотров классификаций, которая была начата в 1893 году как Классификация Бертильона, или Международный перечень причин смерти, и в 1948 году, при шестом пересмотре, была расширена за счёт включения состояний, не приводящих к летальному исходу.

### МКБ-5
Международная конференция по пятому пересмотру Международного перечня причин смерти, была созвана правительством Франции и проводилась в Париже в октябре в 1938 году.
Было принято 3 перечня:
- детальный перечень из 200 рубрик;
- краткий перечень из 44 рубрик;
- промежуточный перечень из 87 рубрик.

Перечни были обновлены по последним достижениям науки, особенно в классе паразитарных и инфекционных заболеваний. Нумерация, количество и содержание рубрик было изменено минимально.

### МКБ-6
Международная конференция по Шестому пересмотру Международных перечней болезней и причин смерти была организована правительством Франции и проходила снова в Париже с 26 по 30 апреля 1948 года.
Были приняты:
- Международная классификация с полным перечнем включённых рубрик;
- Правила классификации;
- Форма медицинского свидетельства о причине смерти;
- Специальные перечни для статистических разработок.

Было издано «Руководство по Международной статистической классификации болезней, травм и причин смерти» (англ. «Manual of the International Classification of Diseases, Injuries, and Causes of Death») в двух томах. Во втором томе были диагностические термины по алфавиту, кодируемых по соответствующим рубрикам.

### МКБ-7
Международная конференция по Седьмому пересмотру Международной классификации болезней была проведена в феврале 1955 года. При данном пересмотре были внесены необходимые изменения, устранены несоответствия и исправлены ошибки.

### МКБ-8
Международная конференция по Восьмому пересмотру проведена 6—12 июля 1965 года. Данный пересмотр был более радикальным, чем седьмой, однако базовая структура классификации осталась нетронутой.

### МКБ-9
Международная конференция по Девятому пересмотру Международной классификации болезней, травм и причин смерти проводилась Всемирной организацией здравоохранения в Женеве с 30 сентября по 6 октября 1975 года. В ходе конференции было решено вносить наименьшие изменения, за исключением имеющих отношение к обновлению классификации, главным образом по причине возможных расходов, которые бы потребовались на адаптацию автоматизированных систем обработки данных (АСОД).
В Девятом пересмотре была сохранена базовая структура Международной классификации болезней, и дополнена многими деталями уровня факультативных пятизначных подрубрик и четырёхзначных подрубрик. Также была введена система «звёздочек» (*) и «крестиков» (†), использующаяся в качестве факультативного альтернативного метода классификации диагностических формулировок (для указания информации как об основном заболевании, так и о его проявлениях на областях организма или конкретных органах). Данная система сохранена и в следующем, Десятом пересмотре.
В СССР была выпущена адаптированная версия МКБ-9: раздел V (психические расстройства) был адаптирован сотрудниками научно-статистического отдела государственного научного центра социальной и судебной психиатрии им. В. П. Сербского В. Б. Голландом и Л. Д. Мирошниченко. Руководитель работы — д. м. н., профессор А. С. Киселёв. Главные консультанты работы: Э. А. Бабаян, Г. В. Морозов. Консультативную помощь также оказывали член-корреспондент АМН СССР Н. М. Жариков и д. м. н., профессор В. В. Ковалёв и другие специалисты.

### МКБ-10
Международная конференция по Десятому пересмотру Международной классификации болезней проведена Всемирной организацией здравоохранения в Женеве 25 сентября — 2 октября 1989 года, была одобрена на сорок третьей сессии Всемирной Ассамблеи здравоохранения в мае 1990 года и начала входить в обиход в государствах-членах ВОЗ с 1994. Впервые переход на МКБ-10 был осуществлён в 1994 году в Таиланде; переход на МКБ-10 в США был осуществлён только в 2015 году, в некоторых странах МКБ-10 по состоянию на 2020 год ещё не используется.
«Международная классификация болезней, травм и причин смерти» была переименована в «Международную статистическую классификацию болезней и проблем, связанных со здоровьем» с 10-го пересмотра.
Главное нововведение в Десятом пересмотре — это использование алфавитно-цифровой системы кодирования, предполагающей наличие в четырёхзначной рубрике одной буквы, за которой следуют три цифры, что позволило более чем вдвое увеличить размеры структуры кодирования. Введение в рубрики букв или групп букв позволяет закодировать в каждом классе до 100 трёхзначных категорий. Из 26 букв алфавита использовано 25. Таким образом, возможные номера кодов простираются от A00.0 до Z99.9. Буква U оставлена вакантной (резервной).
Важным нововведением стало включение в конце некоторых классов перечня рубрик для нарушений, возникающих после медицинских процедур. Эти рубрики указывали на серьёзные состояния, возникающие после различных вмешательств, например эндокринные и метаболические расстройства после удаления органа или другие патологические состояния, такие как демпинг-синдром после операции на желудке.

### МКБ-11
С 2012 года эксперты ВОЗ ведут работу по пересмотру классификатора с тем, чтобы он лучше отражал прогресс в области медицинских наук и медицинской практики. Эксперты и заинтересованные стороны приглашаются принять участие в подготовке МКБ, делая замечания или предложения по классификатору посредством онлайн-платформы, а позднее — участвуя в переводе на национальные языки. 11-й пересмотр был начат в 2007 году и необходим «для учёта достижений в сфере медицины, науки и информационных технологий», бета-версия МКБ-11 была подготовлена к маю 2012 года, к концу 2015 года было предложено более 5000 изменений в неё, проект планировался представить в Токио в октябре 2016 года. Подготовительная версия (версия для представления ассамблее и перевода на национальные языки) была официально выпущена 18 июня 2018 года. МКБ-11 была представлена на 144-м заседании Исполнительного совета в январе 2019 года и утверждена в рамках 72 сессии Всемирной ассамблеи здравоохранения (ВАЗ) в мае 2019 года. Переход на новый классификатор рекомендован ВОЗ с 1 января 2022 года, переходный период продлён до 2027 года. Однако Правительство РФ в феврале 2024 года приняло решение отказаться от перехода на МКБ-11, так как МКБ-11 «противоречит традиционным ценностям».
В МКБ-11 вошли новые главы, в частности по народной медицине, и глава, посвящённая сексуальному здоровью, объединила расстройства, которые раньше были отнесены к другим классам. В одиннадцатом пересмотре также была изменена система кодирования, упрощена её структура вместе с электронным инструментарием. Для каждой нозологической формы будут указаны этиология, симптомы, диагностические критерии, влияние на повседневную жизнь и беременность, а также принципы лечения.

## Базовая структура и принципы классификации МКБ-10
Основой классификации МКБ-10 является трёхзначный код, который служит обязательным уровнем кодирования данных о смертности, которые отдельные страны предоставляют ВОЗ, а также при проведении основных международных сравнений. В Российской Федерации у МКБ есть ещё одна специфическая цель. Законодательство РФ (в частности, законы РФ «О психиатрической помощи», «Об экспертной деятельности») устанавливает обязательное применение текущей версии МКБ в клинической психиатрии и при проведении судебных психиатрических экспертиз.
Структура МКБ-10 разработана на основе классификации, предложенной Уильямом Фарром. Его схема заключалась в том, что для всех практических и эпидемиологических целей статистические данные о болезнях должны быть сгруппированы следующим образом:
- эпидемические болезни;
- конституциональные или общие болезни;
- местные болезни, сгруппированные по анатомической локализации;
- болезни, связанные с развитием;
- травмы.

### Тома
МКБ-10 состоит из трёх томов:
- том 1 содержит основную классификацию;
- том 2 содержит инструкции по применению для пользователей МКБ;
- том 3 представляет собой Алфавитный указатель к классификации.

В томе 1 также содержатся раздел «Морфология новообразований», специальные перечни для сводных статистических разработок, определения, номенклатурные правила.

### Классы
Классификация разделена на 22 класса. Первым знаком кода в МКБ является буква, и каждая буква соответствует определённому классу, за исключением буквы D, которая используется в классе II «Новообразования» и в классе III «Болезни крови и кроветворных органов и определённые нарушения, вовлекающие иммунный механизм», и буквы H, которая используется в классе VII «Болезни глаза и придаточного аппарата» и в классе VIII «Болезни уха и сосцевидного отростка». Четыре класса (I, II, XIX и ХХ) используют более одной буквы в первом знаке своих кодов.
Классы I—XVII относятся к заболеваниям и другим патологическим состояниям, класс XIX — к травмам, отравлениям и некоторым другим последствиям воздействия внешних факторов. Остальные классы охватывают ряд современных понятий, касающихся диагностических данных.

### Блоки рубрик
Классы подразделяются на однородные «блоки» трёхзначных рубрик. Например в классе I названия блоков отражают две оси классификации — способ передачи инфекции и широкую группу патогенных микроорганизмов.
В классе II первой осью является характер новообразований по локализации, хотя несколько трёхзначных рубрик предназначены для важных морфологических типов новообразований (например, лейкозы, лимфомы, меланомы, мезотелиомы, саркома Капоши). Диапазон рубрик дан в скобках после каждого названия блока.

### Трёхзначные рубрики
В рамках каждого блока некоторые из трёхзначных рубрик предназначены только для одной болезни, отобранной вследствие её частоты, тяжести, восприимчивости к действиям служб здравоохранения, в то время как другие трёхзначные рубрики предназначены для групп болезней с некоторыми общими характеристиками. В блоке обычно имеются рубрики для «других» состояний, дающие возможность классифицировать большое число различных, но редко встречающихся состояний, а также «неуточнённые» состояния.

### Четырёхзначные подрубрики
Большинство трёхзначных рубрик подразделены посредством четвёртого цифрового знака после десятичной точки, с тем чтобы можно было использовать ещё до 10 подрубрик. Если трёхзначная рубрика не подразделена, рекомендуется использовать букву «X» для заполнения места четвёртого знака, чтобы коды имели стандартный размер для статистической обработки данных.
Четырёхзначные подрубрики используют любым подходящим способом, определяя, например, различные локализации или разновидности одной болезни.
Четвёртый знак .8 обычно используется для обозначения «других» состояний, относящихся к данной трёхзначной рубрике, а знак .9 чаще всего используется чтобы выразить то же понятие, что и название трёхзначной рубрики без добавления какой-либо дополнительной информации.

### Неиспользованные коды «U»
Коды U00—U49 следует использовать для временного обозначения новых болезней неясной этиологии. Коды U50—U99 могут быть использованы в исследовательских целях, например для апробирования альтернативной подклассификации в рамках специального проекта. Коды U00—U89 используются для особых целей и составляют XXII класс болезней.

## Русскоязычное издание МКБ-10
| Академики РАМН       | Член-корреспонденты РАМН | Доктора мед. наук      | Кандидаты мед. наук |
| -------------------- | ------------------------ | ---------------------- | ------------------- |
| проф. И. И. Дедов    | проф. Г. И. Воробьёв     | проф. В. Г. Горюнов    | О. Н. Белова        |
| проф. В. А. Насонова | проф. Е. А. Лужникова    | проф. Б. А. Казаковцев | М. Д. Сперанский    |
| проф. Д. С. Саркисов | проф. В. Н. Серов        | проф. Н. В. Корнилов   | М. В. Максимова     |
| проф. Ю. К. Скрипкин | проф. В. К. Овчаров      | проф. В. С. Мелентьев  |                     |
| проф. Е. И. Чазов    |                          | проф. А. А. Приймак    |                     |
| проф. В. И. Чиссов   |                          | проф. Д. И. Тарасов    |                     |
|                      |                          | проф. М. С. Турьянов   |                     |
|                      |                          | проф. А. М. Южаков     |                     |
|                      |                          | проф. Н. Н. Яхно       |                     |
|                      |                          | проф. О. Н. Балева     |                     |
|                      |                          | проф. П. В. Новиков    |                     |

Подготовка к изданию русскоязычной, бумажной версии Международной классификации болезней включала адаптацию клинико-диагностических терминов, принятых в изданиях ВОЗ, к особенностям отечественной медицинской практики.
Работа была выполнена Московским центром ВОЗ по классификации болезней, функционирующим на базе НИИ социальной гигиены, экономики и управления здравоохранением имени Н. А. Семашко (директор-академик РАМН проф. О. П. Щепин) в тесном сотрудничестве с ведущими клиническими учреждениями страны. В работе приняли непосредственное участие главные специалисты Министерства здравоохранения и медицинской промышленности Российской Федерации.
Ответственные за составление и редактирование: член-корреспондент РАМН профессор В. К. Овчаров, канд. мед. наук М. В. Максимова.

## Англоязычная версия в США

### Клиническая модификация
Клиническая модификация МКБ-10 (МКБ-10-КМ) (англ. ICD-10-CM — Clinical Modification) — версия МКБ-10, используемая для статистических целей в Соединённых Штатах Америки. Предоставляется Центром услуг по программам «Медикэр» и «Медикэйд» (CMS; подразделение Министерства здравоохранения и социальных услуг США, занимающееся реализацией программ оказания льготных и бесплатных медицинских услуг гражданам) и Национальным центром медицинской статистики (NCHS). МКБ-10-КМ используется для кодирования болезней во всех американских медицинских учреждениях. МКБ-9-КМ использовалась в США для кодирования диагностики и процедур вплоть до 1999 года.
21 августа 2008 года Министерством здравоохранения и социальных служб США (HHS) были предложены новые наборы кодов, которые будут использоваться для сообщения в ВОЗ о диагнозах и процедурах транзакций в сфере здравоохранения. Согласно предложению, кодовые наборы ICD-9-CM должны были заменять кодовыми наборами ICD-10-CM с 1 октября 2013 года. 17 апреля 2012 года Министерством здравоохранения и социальных служб (HHS) было опубликовано предлагаемое правило, которым переход был отложен с 1 октября 2013 года до 1 октября 2014 года, дату соответствия МКБ-10-CM и МКБ-10-PCS. В очередной раз Конгресс отложил дату реализации до 1 октября 2015 года, после того, как он был внесён в законопроект «Doc fix» без обсуждения возражений многих. Вступила в действие в США только с 1 октября 2015 года.

### Система кодирования процедур
Система кодирования процедур МКБ-10 (МКБ-10-СКП) (англ. ICD-10-PCS — Procedure Coding System) — американская адаптация Международной классификации болезней, предназначенная для кодирования медицинских процедур и операций. Регулируется Центром услуг по программам «Медикэр» и «Медикэйд» и Национальным центром медицинской статистики. МКБ-10-СКП была выпущена в 1998 году и с тех пор ежегодно обновляется.